# Histoire de la Haute-Garonne
L'histoire de la Haute-Garonne commence en 1790, date de la création de ce département au début de la Révolution française.
La Haute-Garonne, située dans le sud-ouest de la France, a pour chef-lieu Toulouse et est actuellement divisé en trois arrondissements : Toulouse, Muret et Saint-Gaudens. Au départ, il incluait le district, puis arrondissement de Castelsarrasin, transféré au Tarn-et-Garonne lors de la création de ce département en 1808.

## Période de la Révolution française (1789-1799)
La Haute-Garonne est un des 86 départements créés en France par l'Assemblée nationale constituante au début de la Révolution française, en même temps que les communes, les cantons et les districts.
- 20 janvier 1790 : l'assemblée institue le « département de Toulouse »
- 9 février 1790 : ce département reçoit le nom de « Haute-Garonne », avec 8 districts, 54 cantons et 740 communes.

Carte de la Haute-Garonne en 1790

Ce sont les districts de Toulouse, Rieux, Villefranche, Muret, Saint-Gaudens, Revel, Grenade) et de Castelsarrasin.
De 1791 à 1793, ces huit districts fournissent onze bataillons de volontaires pour la guerre contre l'Autriche et la Prusse (en mars 1793, la Convention nationale établit le système de la conscription, c'est-à-dire du service militaire obligatoire).
Les districts disparaissent en 1795, dans le cadre de la constitution de l'an III.  

## Période napoléonienne (1800-1815)

### Création des arrondissements (1800)
En 1800, le Premier Consul Napoléon Bonaparte institue le système des préfets (avant 1800, les départements sont administrés par une assemblée élue). Les départements sont divisés en arrondissements, ressort d'un sous-préfet.
- 8 mars 1800 : arrêté consulaire qui divise le département en cinq arrondissements
- 24 septembre 1803 : arrêté préfectoral définissant 46 cantons

### Création du Tarn-et-Garonne (1808)
En 1808, il est décidé de créer un nouveau département, le Tarn-et-Garonne (chef-lieu Montauban), au détriment de la Haute-Garonne et du Lot (Cahors), département dans lequel Montauban était chef-lieu d'arrondissement.
Le 21 novembre 1808, un décret impérial détache de la Haute-Garonne l'arrondissement de Castelsarrasin (7 cantons, 84 communes). La Haute-Garonne ne comprend donc plus que 4 arrondissements et 39 cantons.

### Rattachement du Val d'Aran (1812-1814)
De 1812 à 1814, à la suite de l'annexion de la Catalogne par l'Empire français, le Val d'Aran est rattaché à la Haute-Garonne. La chute de Napoléon en 1814 entraîne le retour du Val d'Aran à l'Espagne.

## XIXesiècleetXXesiècle

### Évolution du découpage territorial
- 1851 : le département comprend 579 communes[3].
- 1924 : création de dix communes supplémentaires
- 1926 : les arrondissements de Muret et de Villefranche-de-Lauragais sont supprimés ; leurs territoires sont rattachés à l'arrondissement de Toulouse.
- 1er juin 1942 : une loi du régime de Vichy rétablit l'arrondissement de Muret.
- 16 août 1973 : quatre cantons sont créés dans la zone urbaine de Toulouse ; le département compte désormais 50 cantons.
- 26 février 1997 : 3 nouveaux cantons (Blagnac, Tournefeuille et Portet-sur-Garonne) s'ajoutent aux 50 déjà existants. La Haute-Garonne compte donc actuellement 53 cantons.

### Conséquences de la loi de décentralisation de 1982
- Loi du 2 mars 1982 : loi relative aux droits et libertés des collectivités territoriales qui engage le processus de décentralisation et dote le département d'un exécutif, de compétences propres et de moyens humains et financiers nécessaires à son fonctionnement.
- Loi du 7 janvier 1983 : répartition des compétences entre les communes, les départements, les régions et l'État.
- Loi du 22 juillet 1983 : principales compétences transférées au département : enseignement public, action sociale et sanitaire, transport, voirie, environnement